# 4528 Berg
4528 Berg è un asteroide della fascia principale. Scoperto nel 1983, presenta un'orbita caratterizzata da un semiasse maggiore pari a 2,5517517 UA e da un'eccentricità di 0,1343508, inclinata di 8,70475° rispetto all'eclittica.